# Fimbristylis schweinfurthiana
Fimbristylis schweinfurthiana är en halvgräsart som beskrevs av Johann Otto Boeckeler. Fimbristylis schweinfurthiana ingår i släktet Fimbristylis och familjen halvgräs. Inga underarter finns listade i Catalogue of Life.